# Saguinus niger
Espèce
Statut de conservation UICN

 VU A2c : Vulnérable
Statut CITES
Le Tamarin noir (Saguinus niger) est une espèce de primate de la famille des Cebidae.

## Autres noms
Tamarin à mains noires. Black tamarin, black-handed tamarin. Sauim preto, sagui una, cuxuí (Brésil).

## Distribution
Ce primate peuple le nord du Brésil, juste au sud de la basse Amazone : depuis le Rio Xingú à l’ouest (Pará) jusqu’au Rio Pindaré voire le Rio Grajaú à l’est (Maranhão). Sa limite australe est le Rio Fresco. Il occupe également l’île de Marajó à l’embouchure de l’Amazone.

## Habitat
Forêt pluviale primaire et secondaire à tous les stades de régénération, de terra firme et d’igapó, de la plaine aux zones submontagneuses du sud du Pará.

## Sympatrie et association
Sympatrique du Ouistiti argenté (Mico argentatus) dans l’interfluve Tocantins-Xingú.

## Description
Pelage entièrement noir à l’exception du dos givré de chamois. Il a de plus grandes oreilles que le Tamarin à mains dorées (S. midas) et surtout ses pieds et mains sont noirs.

## Mensurations
Poids : souvent < 500 g.

## Domaine
15,6 ha (Paragominas). 35 ha (Ferreira Penna). Une partie est exclusive.

## Locomotion
Quadrupède.

## Comportements basiques
Diurne. Arboricole.

## Activités
Budget d’activités (Ferreira Penna) : déplacements (42,38 %), recherche d’insectes (18,86 %), alimentation (17,64 %), repos (14,5 %), interactions sociales (6,09 %) et autres (0,53 %). Utilise toutes les strates mais se rencontre à 15,5 m en moyenne (de 6 à 20 m dans 68,3 % des observations). Recherche les insectes dans les strates basse et intermédiaire entre 6 et 15 m, surtout en forêt primaire de terra firme et dans la capoeira.

## Alimentation
Le tamarin noir est frugivore-exsudativore-insectivore.
Budget alimentaire (Paragominas) : fruits, nectar et gomme (87,5 %), insectes et autres (12,5 %) ; consomme ici 18 espèces végétales. Budget alimentaire (Ferreira Penna) : fruits (48,81 %), nectar (22,32 %), gomme (23,81 %), insectes (4,5 %) et autres (0,5 %). Ici, il consomme les fruits de 46 espèces de plantes et le nectar de 4 espèces, avec une prédilection pour les sapotacées, les mimosacées et les burséracées. Il mange le plus de fruits entre janvier et juin, surtout ceux du Maçaranduba (Manilkara amazonica) – 7,1 % – et ceux du pau-pombo (Tapirira guinanensis) – 5,91 %. En juillet-août, il consomme surtout les fruits du muruci da mata (Byrsonima aerugo), du cupiuba (Goupia glabra) et de l’ingá Inga lateriflora – 17,39 %. Les exsudats proviennent des parkias (Parkia ulei, pendula et oppositifolia), du pau-pombo (Tapirira guinanensis) et de l’Anacardier géant (Anacardium giganteum). Entre août et novembre, il se nourrit à plus de 50 % de nectar, notamment celui du Manglier blanc guanandi (Symphonia globulifera) et de l’ingá cumaru (Inga alba).
Parmi les autres essences prisée pour leurs fruits et leur nectar, citons le breu-manga (Tetragastris altissima) en janvier, le Pouroumier de Guyane (Pourouma guianensis) en janvier-février, le Caséaria à petites feuilles (Casearia decandra), le Curupixa (Micropholis venulosa) et le Copalier (Protium tenuifolium) en mars, le Tamarinier de montagne (Dialium guianense) et le « caca-henriette » (Henriettea succosa) en avril, le bacurí da mata (Rollinia exsucca) en mai, le Curare (Strychnos guianensis) en mai et le tinteiro (Miconia holosericea) en octobre.
Il consomme aussi des insectes (phasmes, mantes religieuses et orthoptères) ainsi que de très rares vertébrés (grenouilles).

## Menaces
Évolue dans les régions amazoniennes les plus touchées par le développement industriel. Ses sanctuaires sont très mal protégés.

## Conservation
R. du Gurupí, Réserve de Tapirapé, Forêt nationale de Caxiuanã (dont Station scientifique de Ferreira Penna) et Fazenda Arataú, au Brésil.